# Mamary Traoré
Mamary Traoré (ur. 29 kwietnia 1980 w Paryżu) – piłkarz malijski grający na pozycji obrońcy.

## Kariera klubowa
Karierę piłkarską Traoré rozpoczął w klubie Montpellier HSC. W 1998 roku zaczął grać w rezerwach tego klubu, w czwartej lidze francuskiej. W 2001 roku odszedł z Montpellier do grającego w drugiej lidze portugalskiej Naval 1º Maio. Po 2 latach gry w Portugalii wrócił do Francji i przez 2 lata występował w Grenoble Foot 38. W 2005 roku trafił do Grecji. Pierwszy sezon w tym kraju spędził jako gracz AO Proodeftiki, a drugi - Kallithei Ateny. Od 2007 do 2009 roku pozostawał bez klubu i następnie stał się zawodnikiem Ethnikosu Asteras, grającego w drugiej lidze greckiej.

## Kariera reprezentacyjna
W reprezentacji Mali Traoré zadebiutował w 2003 roku. W 2004 roku został powołany do kadry na Puchar Narodów Afryki 2004, na którym Mali zajęło 4. miejsce. Zawodnik rozegrał na nim 2 mecze: ćwierćfinałowy z Gwineą (2:1) i półfinałowy z Marokiem (0:4). W latach 2003–2004 wystąpił w 6 meczach kadry narodowej.